# Hipoteza wyzwania
Hipoteza wyzwania – hipoteza, wedle której podwyższone stężenie testosteronu u danego osobnika wywołuje u niego zwiększenie agresji jedynie w kontekście stojących przed nim wyzwań.
Hipotezę wyzwania sformułowali Wingfield i inni w 1990 celem wytłumaczenia skomplikowanego działania testosteronu. Z jednej strony poprzednie badania wskazywały na rolę tego hormonu w wywoływaniu agresji (Wingfield i współpracownicy odwoływali się głównie do ptaków), z drugiej pojawiała się ona wyłącznie w określonym kontekście, na przykład na pewnym etapie życia. O ile więc testosteron zdaje się nasilać agresję związaną z terytorialnością u samców, korelacja między podwyższonym stężeniem testosteronu w osoczu i zachowaniami agresywnymi wydaje się zachodzić wyłącznie w okresach społecznej niestabilności populacji, zwłaszcza kiedy samce konkurują ze sobą o terytorium bądź kiedy samiec broni swym pobratymcom dostępu do płodnej samicy. Agresja tu występująca zdaje się zależeć od aromatyzacji androgenów do estrogenów, oddziałujących następnie przez receptor estrogenowy. Rola tego mechanizmu wzrasta zwłaszcza jesienią. Androgen ten nie nasila z kolei agresji niezwiązanej z rozrodem, na przykład w razie ataku drapieżnika. Testosteron odgrywa w czasie godów większą rolę, zwiększając masę mięśni wykorzystywanych w rywalizacji z innymi samcami czy powodując rozwój narządów wykorzystywanych w pokazach samców. Odpowiada również za spermatogenezę. Po okresie godowym stężenie testosteronu musi się obniżyć, jako że wpływa ono niekorzystnie na inne zachowania samców, zmniejszając tendencję do pozostawania przy samicy, do opieki nad potomstwem, upośledzając działania układu immunologicznego i zwiększając ryzyko urazów, a wręcz prowadząc do skrócenia życia.
Wingfield i inni zaproponowali, że testosteron wcale nie zwiększa poziomu dowolnej agresji. Zwiększa on tendencję do agresji wyłącznie w określonym kontekście, mianowicie w reakcji na wyzwanie. Tak więc wyjściowy poziom testosteronu nie zwiększa agresji u dojrzewających osobników. Jego poziom rośnie, kiedy organizm przygotowuje się do rywalizacji, na przykład o terytorium czy partnerkę. Hipotezę potwierdziły badania szympansów zwyczajnych. Wzrost poziomu testosteronu w osoczu samców towarzyszył pojawieniu się obrzmiałych narządów płciowych samic, symbolizujących ich gotowość do rozrodu. Co więcej, stężenie testosteronu rosło bardziej u samców dominujących, które prezentowały również bardziej agresywne zachowanie. Zachowania te zależą jednak od kontekstu, także społecznego. U talapoinów podwyższenie stężenia testosteronu wzmaga zachowania agresywne w stosunku do samców podporządkowanych, nie dominujących, a więc zwiększa tendencję do zachowań agresywnych w sytuacjach, w których i tak już one występują. Z kolei u badanych w grze w ultimatum podaż testosteronu wiązała się z hojniejszym zachowaniem, bardziej oczekiwanym w kontekście gry. W ludzkich rywalizacjach wygrana podnosi co prawda poziom testosteronu, ale tylko wygrana przewyższająca oczekiwania. Częściowa, niespełniająca oczekiwań wygrana może go nawet obniżyć.
Mechanizm działania testosteronu obejmuje redukcję okresu refrakcji (hiperpolaryzacji) neuronów korowo-przyśrodkowych ciała migdałowatego zmierzających do przednio-przedwzrokowego podwzgórza. Doświadczalnie wykazano, że kastracja samca szczura wydłuża okres refrakcji, zmniejszając częstość przesyłania impulsów, zwiększenie poziomu testosteronu obniża zaś ten okres. Efekt jest specyficzny, jako że neurony tej samej części ciała migdałowatego przesyłające informacje do jądra brzuszno-przyśrodkowego podwzgórza nie reagowały na stężenie testosteronu.
Hipoteza wyzwania upowszechniła się, prowadząc do dalszego rozwoju endokrynologii terenowej. Potwierdzono jej zdolność do tłumaczenia zachowań zwierząt różnych grup, w tym naczelnych, gryzoni, ale też owadów.